# Richard Wassermann
Richard Wassermann (* 25. Februar 1898 in Linden; † 28. Februar 1981 in Hannover) war ein sozialdemokratischer Widerstandskämpfer, Überlebender des Konzentrationslagers Neuengamme und Bürgermeister. Der spätere Kommunalbeamte war 1945, gemeinsam etwa mit Kurt Schumacher, einer der ersten Vertreter der SPD nach der Stunde Null.

## Leben
Geboren in Linden zur Zeit des deutschen Kaiserreichs, durchlief Richard Wassermann eine Lehre bei der Hanomag und machte dort auch seine ersten beruflichen Erfahrungen. Noch in der Zeit der Weimarer Republik war er von 1930 bis 1933 Angestellter der Stadt Hannover. In dieser Zeit – und ebenfalls bis 1933 – leitete er die Abteilung 22 der SPD in Linden, nachdem er bereits vom 17. November 1929 zum Mitglied des Bürgervorsteher-Kollegiums gewählt worden war (bis zum 15. April 1933).
Doch mit der „Machtergreifung“ durch die Nationalsozialisten begann die staatlich gewollte, ja gesteuerte Gewaltherrschaft nicht nur gegen Andersdenkende oder gar Oppositionelle. Schließlich wurde Richard Wassermann, nach dem auf Adolf Hitler fehlgeschlagenen Attentat vom 20. Juli 1944 und mitten im Zweiten Weltkrieg, wie viele andere auch inhaftiert und in das Konzentrationslager Neuengamme verschleppt.
Noch angesichts der Anfang 1945 nach Hannover anrückenden amerikanischen Kampftruppen verlas der nationalsozialistische Gauleiter Hartmann Lauterbacher über den Drahtfunk einen Aufruf zum Durchhalten an die noch lebenden Deutschen („Lieber tot als Sklav“) – brachte sich selbst dann aber am 4. April von Hannover aus in die Harzfestung in Sicherheit. So konnten der provisorisch gewählte Oberbürgermeister von Hannover Egon Bönner und der Stadtkommandant Paul Wilhelm Loehning einen kampflosen Einmarsch der Amerikaner vereinbaren, die dann am 10. April 1945 die Stadt besetzten. Dadurch war für Hannover der Krieg schon wenige Wochen vor dem Tod von Adolf Hitler und vor der bedingungslosen Kapitulation der Wehrmacht zu Ende. Innerhalb kürzester Zeit organisierten sich die verbliebenen Bürger Hannovers wieder nach demokratischen Regeln: Schon am 5. Mai des Jahres hatte sich ein provisorischer Vorstand des SPD-Ortsvereins Hannover mit insgesamt 16 Mitgliedern gebildet, von denen 5 vor dem Jahr 1933 „nicht ausgesprochen prominente Vertreter der SPD gewesen“ waren, nämlich Kurt Schumacher, Karl Lotz, Albin Karl, Hermann Hasselbring und – Richard Wassermann.
Wenige Monate später wurde Wassermann für die Stadt Bad Münder ab dem 24. Oktober 1945 erst zum kommissarischen, und, unter Berufung in das Beamtenverhältnis für 12 Jahre, am 15. Dezember des Jahres dann zum hauptamtlichen Bürgermeister der Stadt am nahegelegenen Deister gewählt. Mit seiner Dienstbezeichnung als „Stadtdirektor“ ab dem 11. Januar 1946 übte er dieses Amt bis zum 15. August 1947 aus, bevor er vom 1. September 1947 bis zum 31. August 1960 als Stadtdirektor die Geschicke der Stadt Visselhövede mitleitete.
Nach seinen Tätigkeiten als Stadtdirektor blieb Wassermann im öffentlichen Leben präsent: Er war von 1961 bis 1972 gewählter Ratsherr in Visselhövede und zugleich Mitglied im Kreistag des Kreises Rotenburg.
Richard Wassermann starb 1981 in Hannover.

## Ehrungen
- Die Stadt Hannover ehrt den ehemaligen Widerstandskämpfer und Bürgervorsteher mit dem 1989 im Stadtteil Mühlenberg angelegten Richard-Wassermann-Weg.[5]